# Бухта Скобелева
Скобелева — бухта в вершине залива Корфа в Беринговом море, находится на территории Олюторского района северо-восточного побережья Камчатского края примерно в 5 км на юго-запад от устья реки Култушной. Образована низменной песчаной косой отходящей от восточного берега залива Корфа.
Является местом нереста олюторской сельди.

## История
Бухту открыл в 1885 году российский мореход и китобой Фридольф Гек во время плавания на шхуне «Сибирь». Название дано в честь русского военачальника М. Д. Скобелева.
С конца 1920-х по 1975 год на косе рядом с корякским селением существовал рыбацкий посёлок Олюторка, возникший при Акционерном Камчатском обществе. Село было названо по впадающей в гавань речке Олюторка (Алутваям). Позднее в селе располагалось отделение колхоза «Сталинец», позднее переименованного в колхоз имени А. М. Горького. Центральная усадьба колхоза находилась в селе Тиличики.
Во второй половине 1930-х годов обсуждался вопрос о строительстве закрытого порта для судов, обслуживающих восточное побережье Камчатки севернее Усть-Камчатска. Его создание помогло бы снизить убытки от простоев судов, невывоза продукции и потери качества. Как вариант, местом порта рассматривалась бухта Сибирь при размещении нефтебазы в соседней бухте Скобелева. Вследствие начала Великой Отечественной войны вопрос о строительстве порта был снят с повестки.